# Nicolas Delobel
Pour les articles homonymes, voir Delobel.
 (septembre 2012).
Nicolas Delobel, né en 1693 à Paris et mort le 18 mars 1763 dans la même ville, est un peintre français.

## Biographie
Nicolas Delobel est un peintre ordinaire des rois de France Louis XIV et Louis XV, portraitiste, paysagiste, peintre d’allégories, de scènes historiques et mythologiques, disciple de Louis de Boullogne, second prix de Rome en 1717. Il expose régulièrement aux Salon de 1737 à 1753. 
Il est l’ami et le condisciple de Charles Natoire à l’Académie de France à Rome. 
En 1997, le musée du Louvre a fait l’acquisition de la vue de La Domus Augustiana à l’angle sud-est du Palatin qui témoigne de l’influence du directeur de l’Académie de France à Rome, Nicolas Vleughels, avec qui les élèves Charles Natoire, Delobel et Étienne Jeaurat vont à Tivoli et Frascati peindre les paysages et les monuments antiques. Cette œuvre est la plus ancienne dessiné par les pensionnaires de l’Académie de France à Rome. En 1732, Jeaurat lui fit obtenir du chanoine de l’ancienne collégiale Saint- Michel de Beauvais, Claude de Catheu, la commande de Jésus adoré de l'Univers. 
Nicolas Delobel meurt en 1763, rue des Boulangers à Paris. L'inhumation a lieu le lendemain au cimetière paroissial de l'église Saint-Nicolas-du-Chardonnet.

## Collections publiques
Aux États-Unis

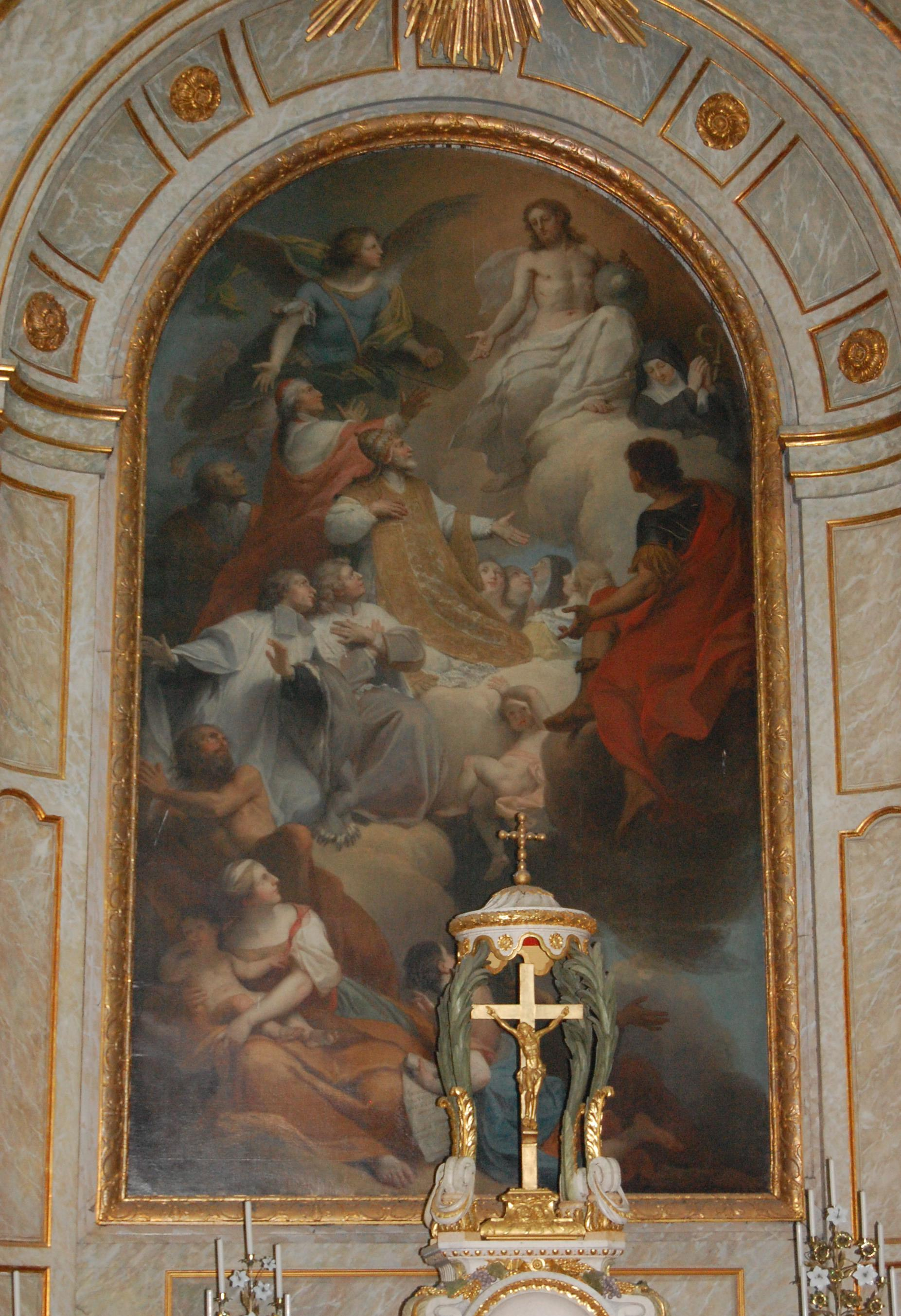
Jésus adoré par l’Univers dans l'église Saint-Étienne de Beauvais.

- Musée des beaux-arts de Boston : La Lorraine réunie à la France, 1738

En France
- Beauvais, église Saint-Étienne : Jésus adoré par l’Univers, 1732, huile sur toile, 400 × 250 cm, toile cintrée ornant le retable de l’autel, œuvre classée en 1925[4]
- Dammartin-en-Goële, église Notre-Dame : L’Assomption, huile sur toile, retable du maître-autel, œuvre classée en 1906
- Musée des beaux-arts du Havre : peinture mythologique
- Montreuil, église Saint-Saulve : Guérison d’un paralytique par saint Pierre et saint Jean, 1758, huile sur toile 400 × 250 cm, œuvre classée en 1904
- Musée des beaux-arts de Nancy : La Lorraine réunie à la France
- Paris, musée du Louvre : Vue de la Domus Augustiana à l'angle Sud-Est du Palatin,1724, plume et encre noire, lavis gris et brun, rehauts d’aquarelle sur papier, 0,25 × 0,403 cm[5]
- Paris, église Notre-Dame-de-Grâce de Passy : L'Annonciation : au catalogue du salon de 1748, on trouve mention d'un tableau cintré en hauteur de 9 pieds sur 8 de large représentant l'Annonciation pour l'église royale et paroissiale de Passy de Delobel. Commande du Roi et de Madame de Pompadour, qui séjournaient souvent au château de la Muette voisin et assistaient à la messe à Passy. Ce tableau orna le maître-autel jusqu'en 1847 avant d'être placé dans la chapelle de la Sainte-Vierge.
- Paris, église Saint-Eustache : Le Mariage de sainte Cécile, huile sur toile, 220 × 140 cm, œuvre classée en 1905
- Parc de Sceaux, Pavillon de l'Aurore : Flore couronnée par Zéphire, Pomone et Vertumne, 1751-1752, huile sur toile marouflée, 300 × 330 cm. Iconographie inspirée de la 5e nuit de Sceaux, fête à thème organisée par la duchesse du Maine
- Château de Versailles : 
  - Grilles fermant le vestibule de l’escalier des Ambassadeurs
  - Barre d’appui en fer forgé du cabinet d’angle ou du jeu de la fenêtre du mur est
  - Barre d’appui en fer forgé de la fenêtre du mur sud du salon de Madame Adélaïde
  - Balcon en fer forgé du salon dit des Porcelaines ou grande salle-à-manger de Louis XIV
  - Barre d’appui en fer forgé de la bibliothèque de Louis XVI, fenêtre gauche du mur sud

Une partie de ces œuvres ont peut-être été commencées par un autre Nicolas Delobel serrurier de la même famille décédé vers 1680.
Aux Pays-Bas
- Amsterdam Rijksmuseum

## Sources
- Correspondance de Poerson Directeur de l’Académie de France à Rome à d’Antin le Surintendant des Bâtiments à Paris le 7 novembre 1724[réf. nécessaire]